# Фордермюле

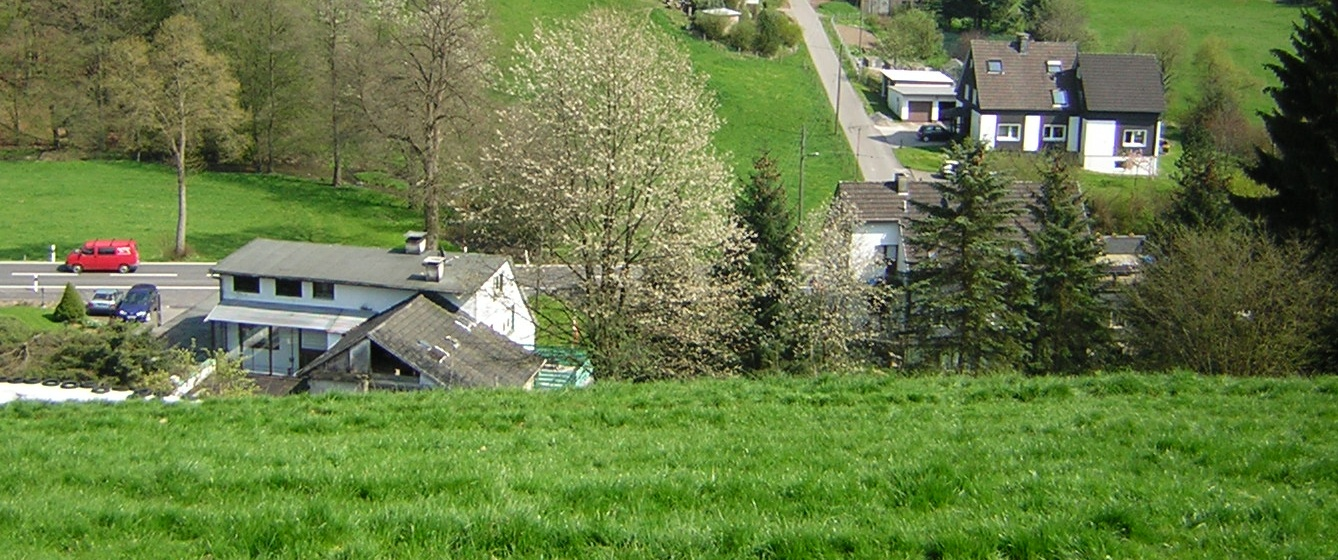

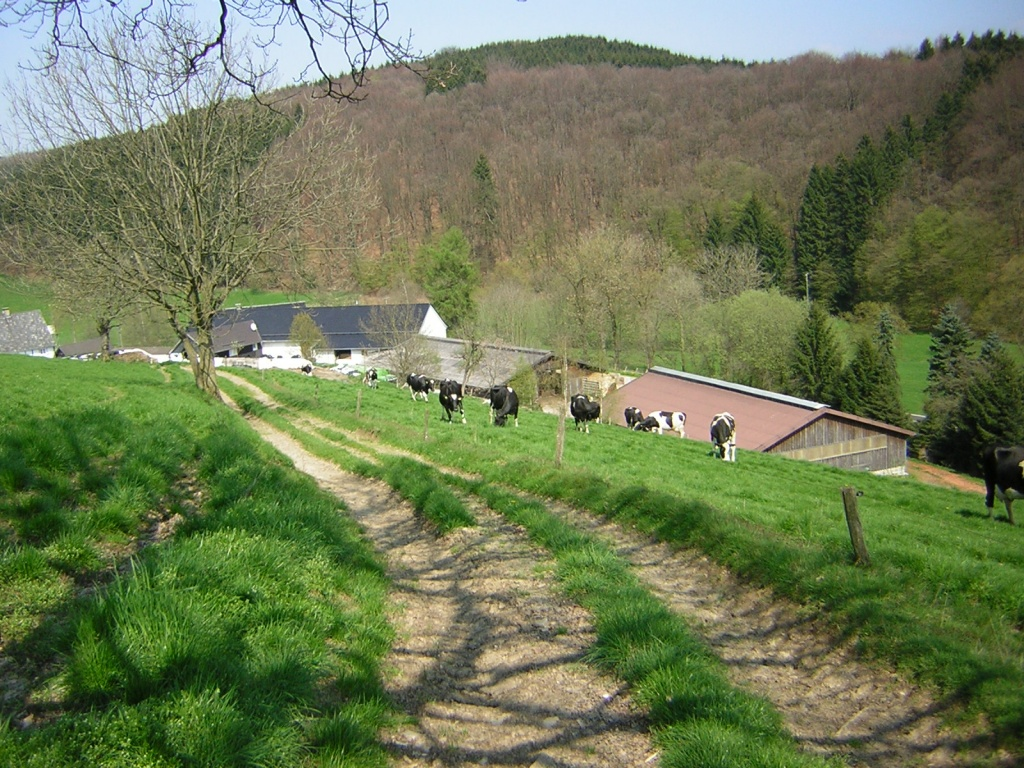

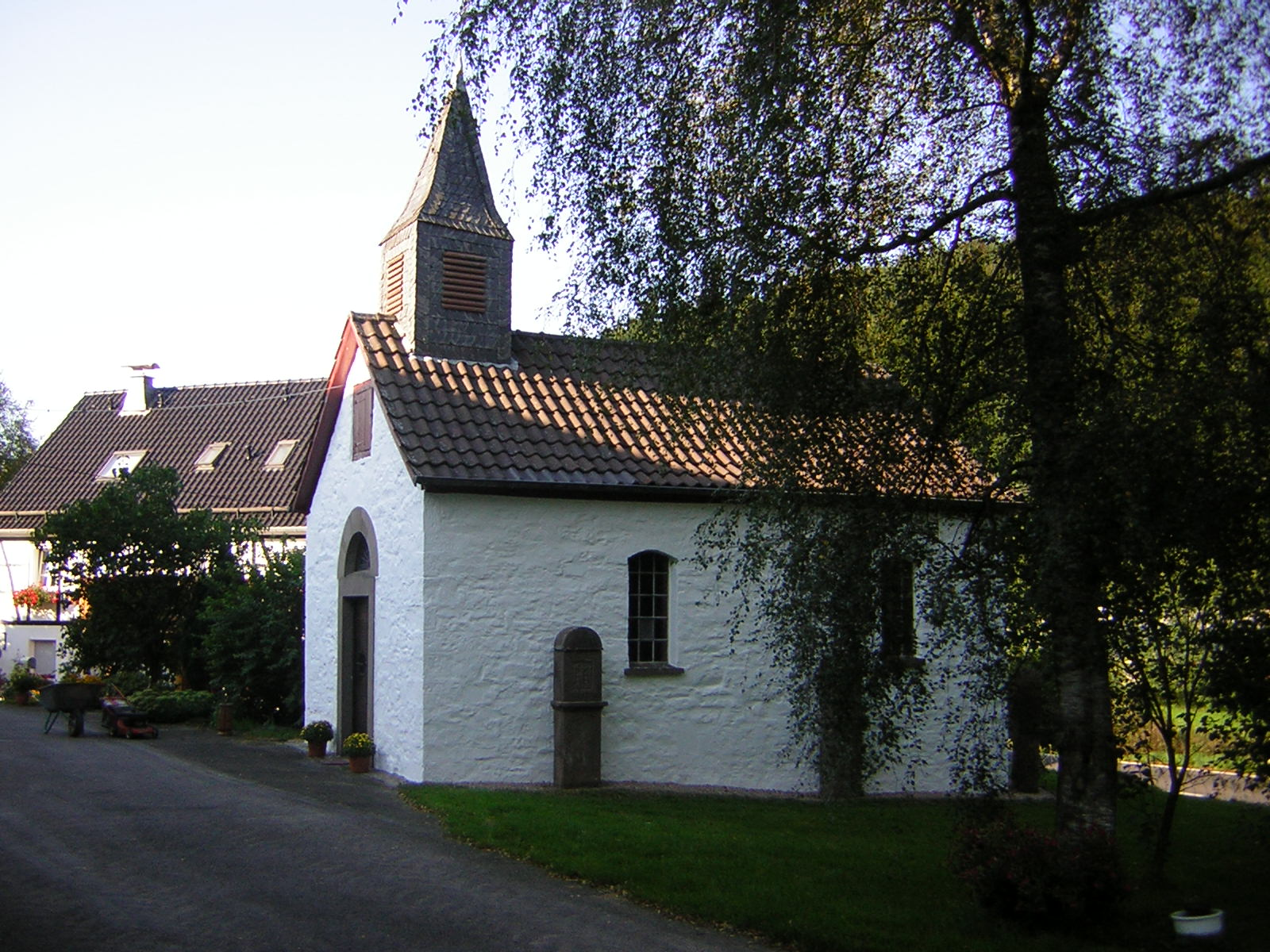

Фордермюле (нем. Vordermühle) — деревня в Випперфюрте, в Федеративной Республике Германия, в земле Северный Рейн-Вестфалия.

## Географическое положение
Фордермюле расположен к востоку от Кёльна и в Випперфюрте
В Фордермюле три реки: Wingenbacher Siefen, Stüttemer Siefen и Dierdorfer Siefen.

## История
Фордермюле впервые упоминается в 1548 г. Часовня была построена в 1843 г.

## Автобусы
Остановка Vordermühle:
- 333 Wipperfürth (Випперфюрт) — Dohrgaul (Доргауль) — Frielingsdorf (Фрилингсдорф) — Engelskirchen Bf. (Энгельскирхен)(OVAG)